# Dolerus germanicus

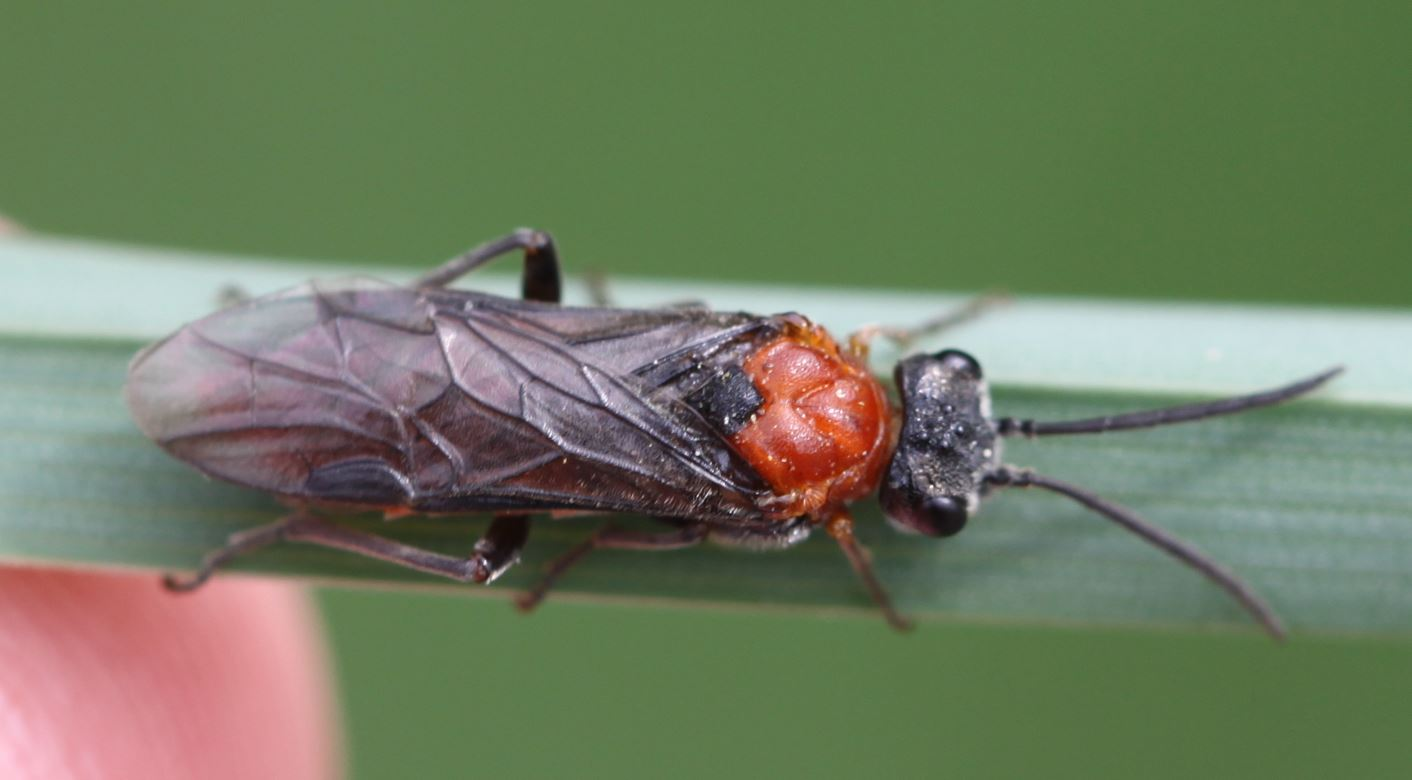
Dorsalansicht

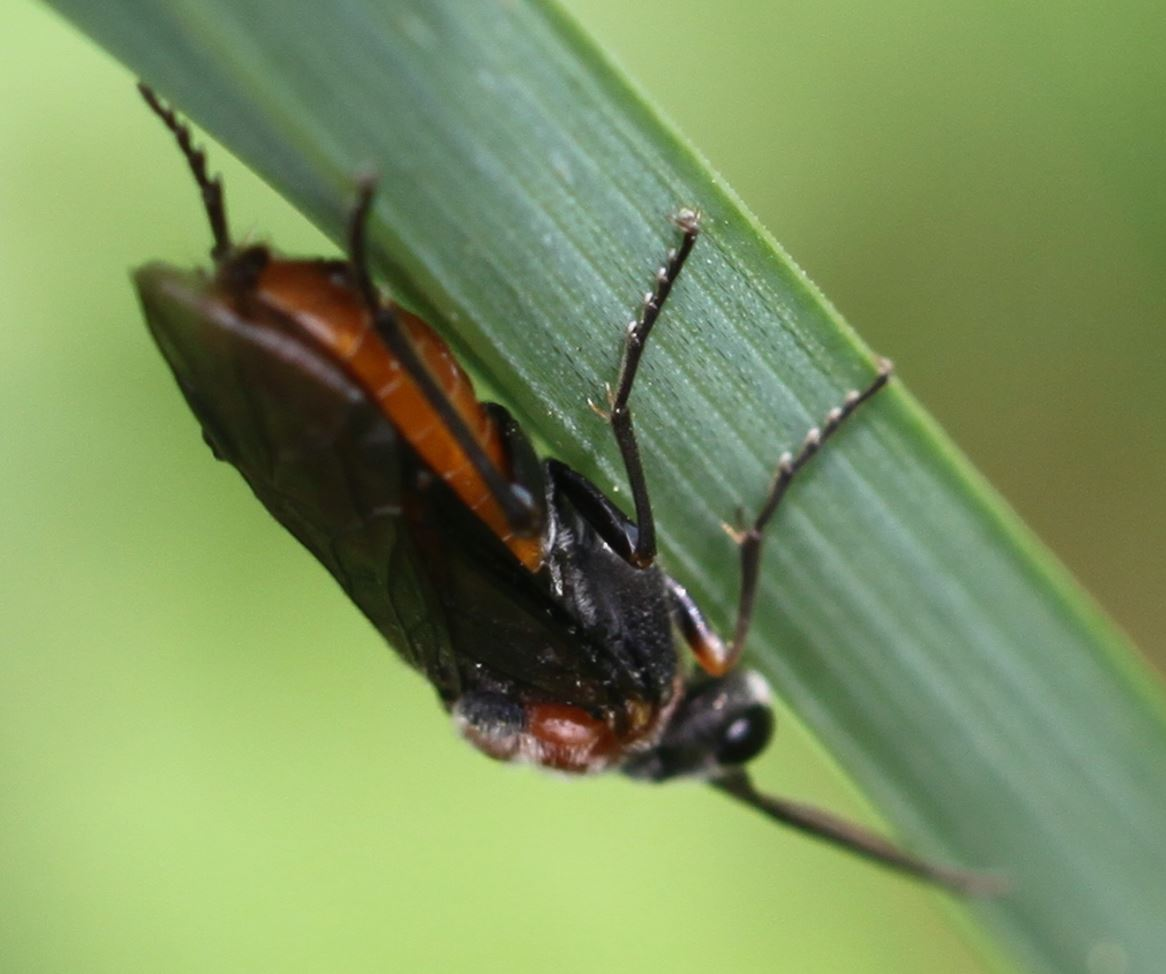

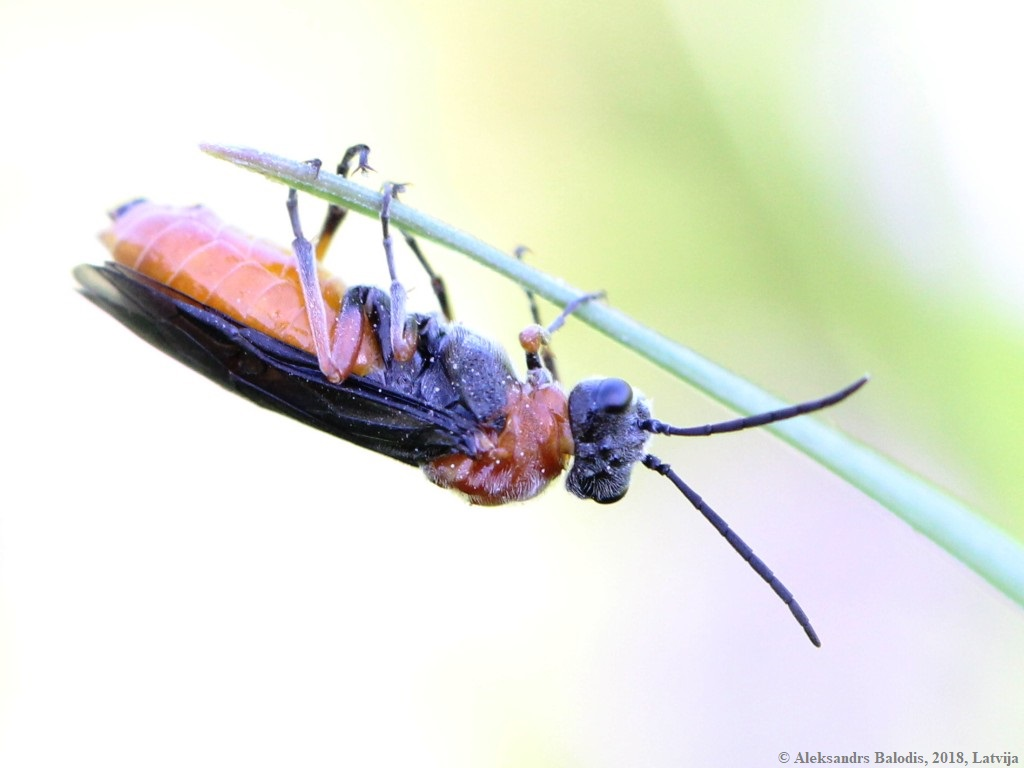

Dolerus germanicus ist eine Blattwespe aus der Unterfamilie Selandriinae. Die Art wurde von Johann Christian Fabricius im Jahr 1775 als Tenthredo germanicus erstbeschrieben. Sie ist als Tenthredo pedestris Panzer, 1801 die Typus-Art der Gattung Dolerus.

## Merkmale
Die Blattwespen besitzen eine Körperlänge von 7–9 mm. Der Hinterleib der Männchen ist gewöhnlich rot gebändert. Der Hinterleib der Weibchen ist dagegen rot gefärbt. Lediglich die Basis und das Hinterleibsende sind verdunkelt. Es gibt mehrere Unterarten, die sich in ihrem räumlichen Vorkommen und in ihrer Färbung unterscheiden. Bei der Nominatform Dolerus g. germanicus sind die seitlichen Lappen des Mesonotum rot gefärbt, bei der im nördlichen Großbritannien vorkommenden Dolerus g. fuscipennis sind diese dagegen schwarz. Die Knie der vorderen Beine sind gewöhnlich rot gefärbt. Die Rotfärbung der Beine variiert zwischen den Unterarten. Die Flügel sind verdunkelt.

## Verbreitung
Die Art ist in der Paläarktis weit verbreitet. In Europa ist die Art fast überall vertreten. Im Osten reicht das Vorkommen über Sibirien bis in den Fernen Osten (Japan, Kamtschatka).

### Unterarten
Die Art wird in folgende Unterarten gegliedert.
- Dolerus germanicus aterrimus Zhelochovtsev, 1935 – europ. Russland, Japan
- Dolerus germanicus claripennis Zhelochovtsev, 1935
- Dolerus germanicus fuscipennis (Stephens, 1835) – nördliches Schweden, nördliches Großbritannien, Kamtschatka
- Dolerus germanicus germanicus (Fabricius, 1775) – Europa, insbes. Mittel- und Südeuropa, südliches Großbritannien
- Dolerus germanicus orientalis Zhelochovtsev, 1935
- Dolerus germanicus sibiricus Zhelochovtsev, 1935 – nördliches Russland, Sibirien
- Dolerus germanicus subsolanus Zhelochovtsev, 1928 – östliches Russland

## Taxonomie
Die Art Dolerus germanicus wird der Untergattung Dolerus zugeordnet.
Synonyme sind:
- Tenthredo erythrogona Spinola, 1801 nec Schrank, 1781
- Tenthredo hortorum O. F. Müller, 1776
- Tenthredo melanocephala Geoffroy, 1785
- Tenthredo pedestris Panzer, 1801
- Tenthredo rufipes Geoffroy, 1785

## Lebensweise
Die Blattwespen beobachtet man von April bis September, am häufigsten im Mai. Die Individuen, die man ab Juli sieht, haben wesentlich dunklere Flügel und gehören vermutlich einer zweiten Generation an. Die Blattwespen besuchen die Blüten von Doldenblütlern, insbesondere von Pastinak und Wiesen-Bärenklau. Die Larven von Dolerus germanicus fressen an den Blättern von Acker-Schachtelhalm (Equisetum arvense) und Sumpf-Schachtelhalm (Equisetum palustre).